# Real Verdes FC
El Real Verdes Football Club és un club de Belize de futbol de la ciutat de San Ignacio.
Va ser fundat el 1976 com a Real Verdes Football Club canviant a Hankook Verdes el 2004.

## Palmarès
- Lliga Premier de Belize de futbol: [2]
  - 2014-15, 2017-18 O
- Lliga de Belize de futbol: [3]
  - 2007-08